# 小行星9402
小行星9402（英語：9402）是一颗围绕太阳公转的小行星。1994年10月25日，上田清二、金田宏在钏路市发现了此天体。
这颗小行星的绝对星等为156.14695等。